# Ghasem Rezaji
Ghasem Rezaji (pers. قاسم رضایی; ur. 18 sierpnia 1985) – irański zapaśnik w stylu klasycznym. Trzykrotny olimpijczyk. Złoty medalista z Londynu 2012 w wadze 96 kg, a brązowy w Rio de Janeiro 2016 w kategorii 98 kg i szesnasty w Pekinie 2008.
Zdobył srebrny medal na mistrzostwach świata w 2015 i brązowy w 2007 i 2014 roku. Pierwszy na mistrzostwach Azji w 2007 i 2008, trzeci w 2006. Pierwszy w Pucharze Świata w 2016 i drugi w 2007 roku.